# Fabiola de Mora y Aragón
Fabiola de Mora y Aragón (nome completo in spagnolo Fabiola Fernanda María de las Victorias Antonia Adelaida; Madrid, 11 giugno 1928 – Laeken, 5 dicembre 2014) è stata regina consorte dei Belgi dal 1960 al 1993, come moglie di re Baldovino.
Dopo la morte del marito divenne nota come "regina Fabiola del Belgio", avendo passato il titolo di "Regina dei Belgi" alla cognata Paola Ruffo di Calabria, consorte di Alberto II del Belgio.

## Biografia

### Giovinezza

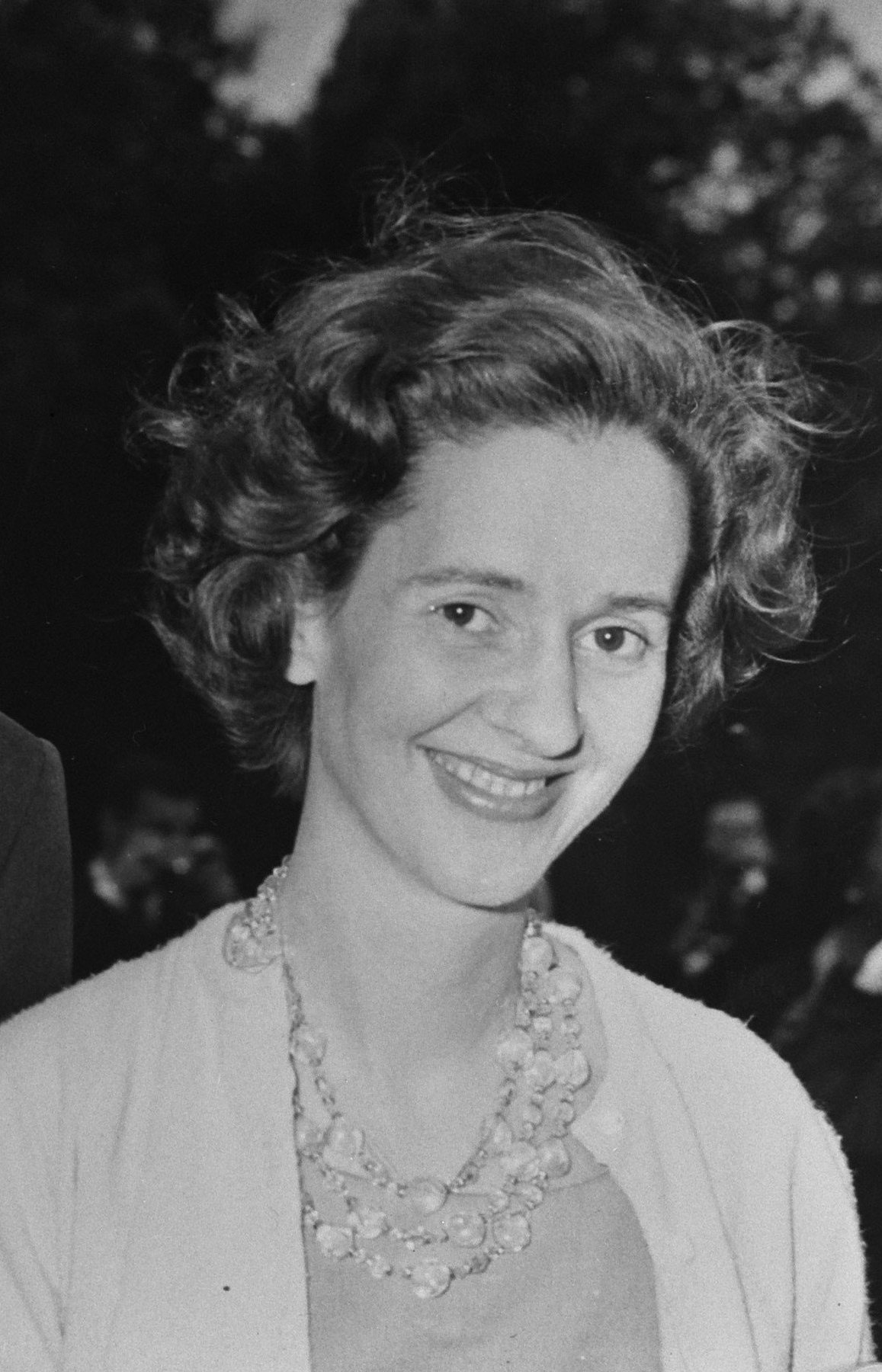
Fabiola de Mora y Aragón

Fabiola nacque l'11 giugno 1928 a Madrid presso il Palazzo Zurbano, terzogenita di Don Gonzalo de Mora Fernández y Riera del Olmo, conte di Mora e marchese di Casa Riera e di Doña Blanca de Aragón y Carrillo de Albornoz, Barroeta-Aldamar y Elío. Fu battezzata con i nomi Fabiola Fernanda María de las Victorias Antonia Adelaida de Mora y Aragón. Con la fine della monarchia spagnola e l'esilio di re Alfonso XIII, nel 1931 la famiglia di Fabiola lasciò la Spagna per Parigi e la Svizzera, rientrando poi in patria con la vittoria del Generale Franco nella Guerra civile, combattuta tra il 1936 ed il 1939.
Fabiola lavorò per lungo tempo come infermiera in un ospedale di Madrid, vivendo in un suo appartamento e cenando nel palazzo famigliare. I suoi amici la descrivevano come «timida e religiosa, forse sul punto di entrare in convento». Dopo aver respinto un pretendente aristocratico, ritenendolo non abbastanza serio, venne definita da una rivista spagnola come «la ragazza che non poté trovar marito». Data la sua passione per la letteratura, pubblicò una serie di novelle per bambini in una raccolta intitolata "Dodici racconti meravigliosi" (Los doce cuentos maravillosos). Oltre allo spagnolo, Fabiola sapeva parlare il francese, l'inglese, l'olandese, il tedesco e l'italiano.

### Matrimonio

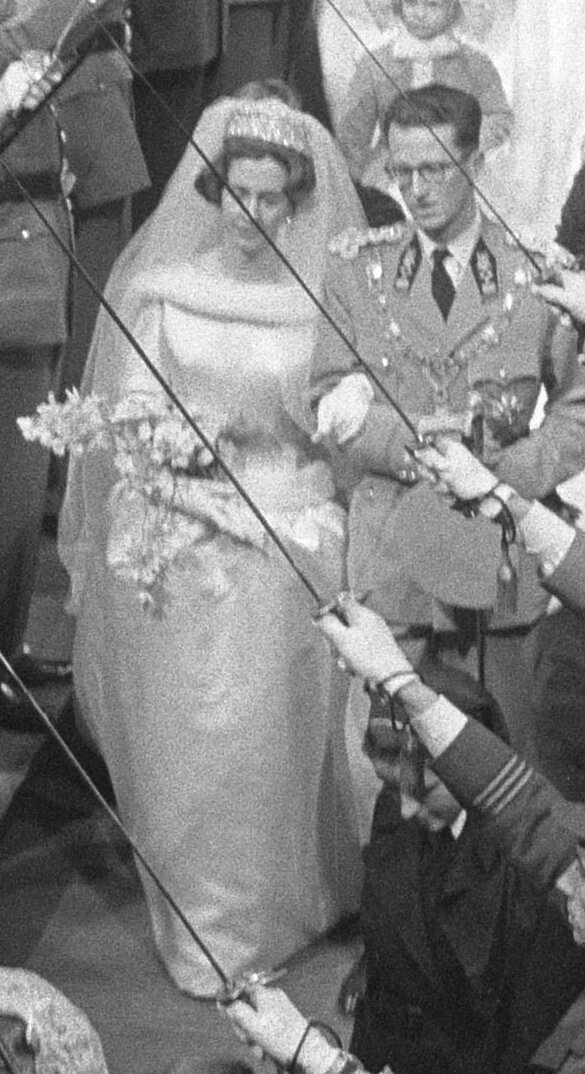
Fabiola e Baldovino.

Nel 1951 re Leopoldo III del Belgio abdicò in favore del primogenito ventunenne Baldovino, che ascese al trono belga; fervente cattolico, il nuovo sovrano rimase a lungo celibe tanto che si mormorava che volesse prendere i voti. Una delle versioni più accreditate riportano che nelle sue preghiere chiedeva che gli fosse inviata una "santa" a guidarlo nel suo cammino alla ricerca della moglie perfetta. Gli fu presentata, tramite il cardinale Léon-Joseph Suenens, la suora irlandese Veronica O'Brien, la quale iniziò le ricerche per la futura regina dei Belgi. Recatosi in Spagna, la O’ Brien venne a sapere di Fabiola grazie alla preside della scuola che lei aveva frequentato. "Un soffio d’aria fresca, alta, magra, ben formata, di bell’aspetto e attraente, scoppiettante di vita, intelligenza ed energia»: così la descrisse in una lettera a Suenens. La giovane, dal canto suo, aveva risposto alla sua domanda sul perché non si fosse ancora sposata in questi termini: "Che vuole, finora non mi sono innamorata. Ho messo la mia vita nelle mani di Dio, mi abbandono a Lui, forse Egli mi prepara qualcosa".

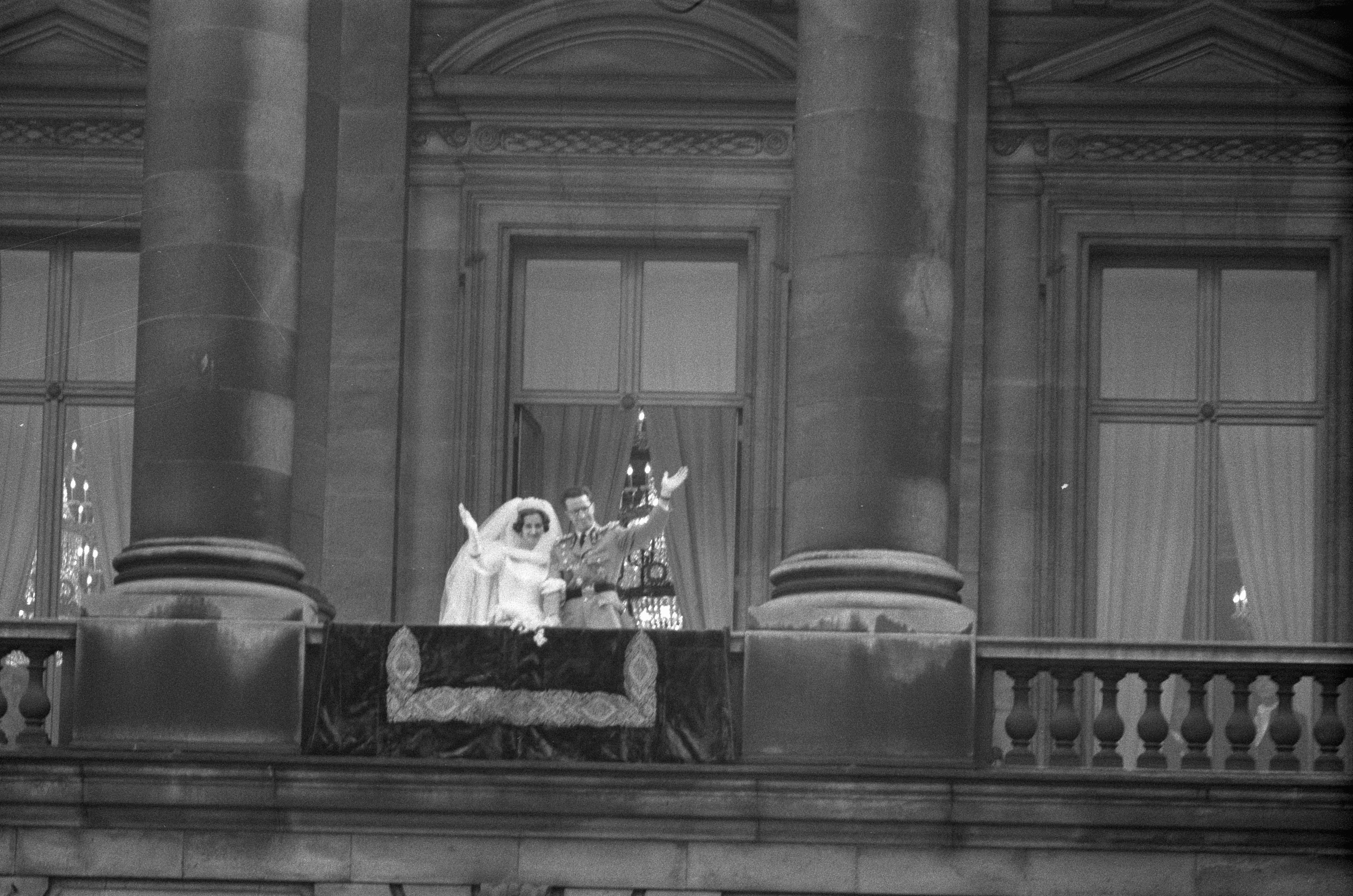
I sovrani sul balcone reale.

Svelato l'intento della suora, Fabiola si spaventò. Rassicurata sulle buone intenzioni generali, volò a maggio del 1960 a Bruxelles per incontrare Baldovino. Dopo una serie di incontri riservati, a luglio Fabiola e re Baldovino si recarono separatamente a Lourdes per un pellegrinaggio con dei nomi in codice, per garantire l’anonimato di entrambi. Luigi lui, Avila lei. L’8 luglio di quello stesso anno i due si fidanzarono con la benedizione della Madonna di Lourdes. Secondo un'altra versione, Fabiola avrebbe accompagnato in Belgio colei che avrebbe dovuto sposare re Baldovino, ovvero l'Infanta Pilar, sorella del futuro Juan Carlos di Spagna. Nonostante le due versioni, Baldovino e Fabiola si sposarono a Bruxelles il 15 dicembre 1960. La cerimonia civile si celebrò nella sala del trono del Palazzo Reale, mentre il rito cattolico si svolse nella Cattedrale di San Michele e Santa Gudula, diventando le prime nozze di un re belga ad essere trasmesse in televisione . Alla cerimonia parteciparono numerosi reali tra cui l'ex sovrano belga Leopoldo III, la Principessa Margaret, Olav V di Norvegia, la regina Giuliana dei Paesi Bassi, Bertil di Svezia, Maria José di Savoia ed Umberto II d'Italia, Giovanni e Giuseppina Carlotta del Lussemburgo .

### Regina dei Belgi

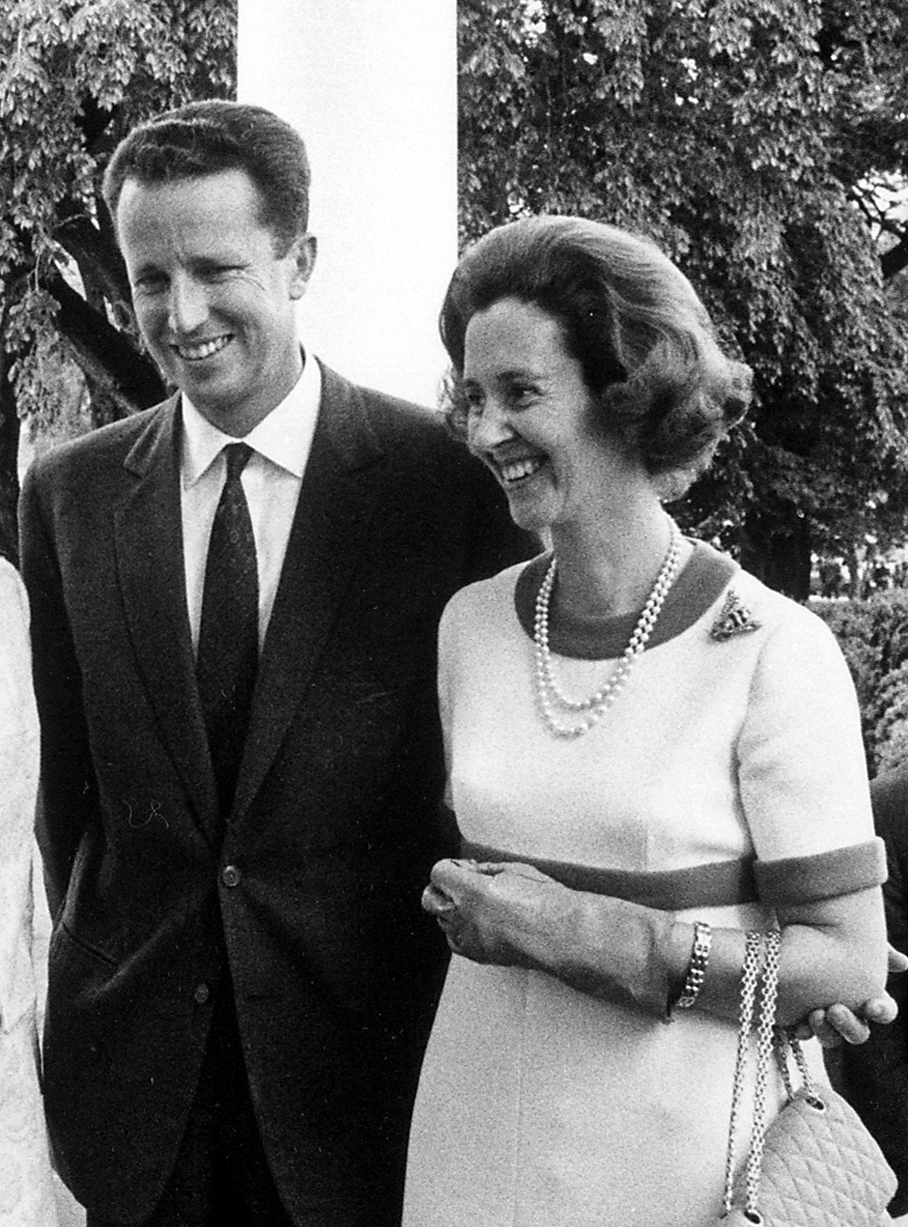
Il Re e la Regina del Belgio.

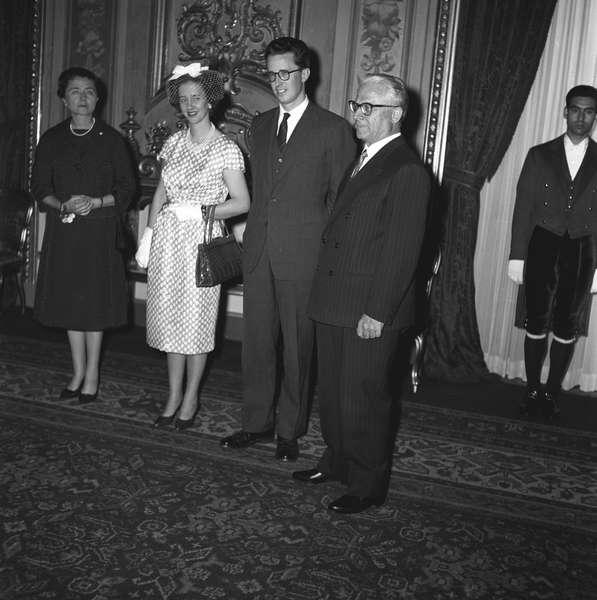
Fabiola e Baldovino del Belgio assieme al Presidente italiano Giovanni Gronchi.

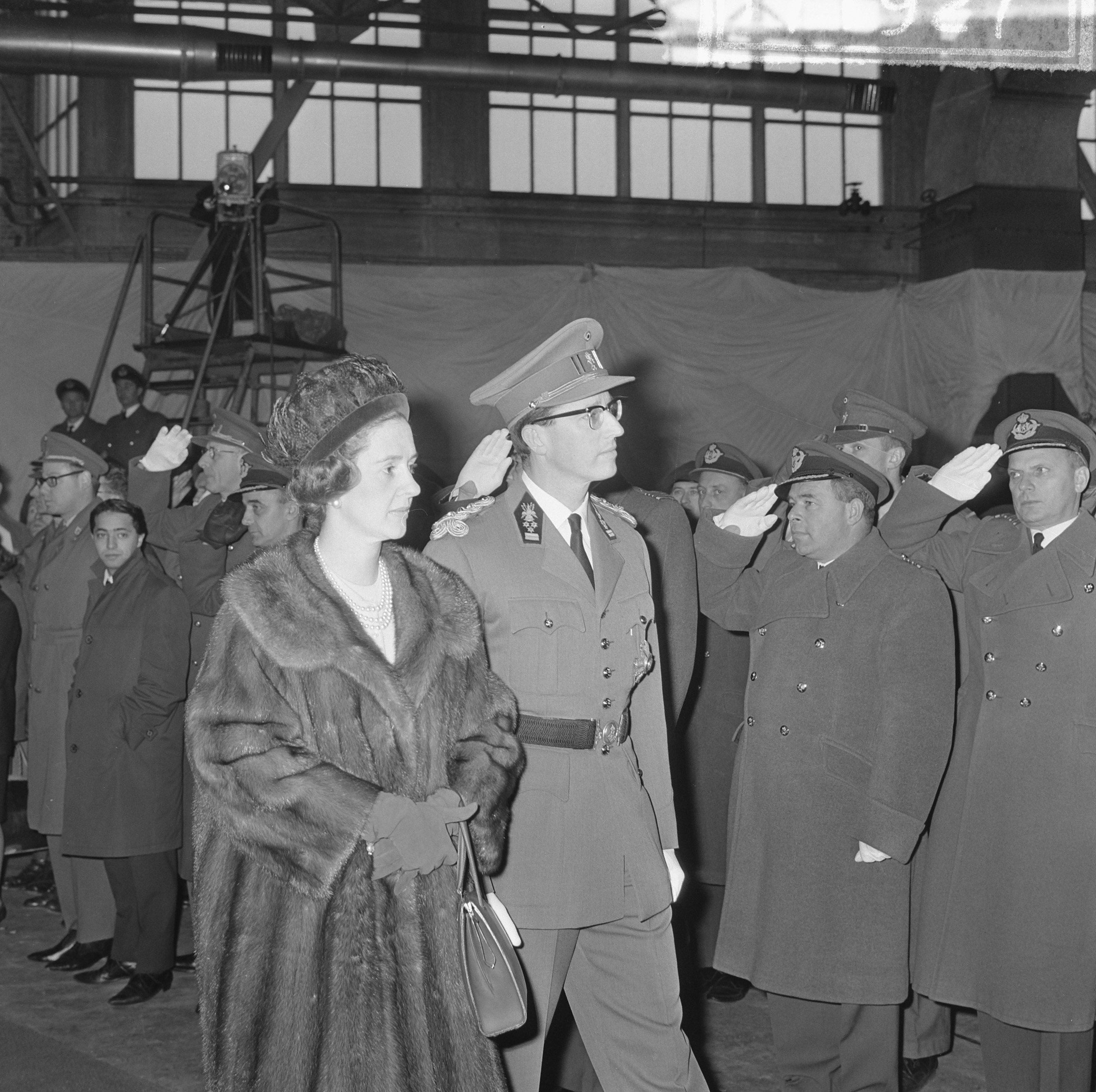
Fabiola e Baldovino nel 1964.

La coppia belga ad Helsinki.

Sposando Baldovino, Fabiola divenne la Regina dei Belgi; a quel punto, tutto il paese era in attesa dell’erede al trono. Sembrava che la Regina fosse incinta nel giugno 1961, quando assieme al marito si recò in visita in Vaticano da Papa Giovanni XXIII. Lo stesso Istituto Luce, realizzando un cinegiornale riguardo all'arrivo dei sovrani belga, diede l'annuncio che Fabiola fosse incinta . Due settimane dopo però Fabiola ebbe un primo aborto spontaneo. Nel febbraio 1962, rimasta nuovamente incinta, si sottomise a una visita ginecologica da un famoso specialista svizzero, il professor Rochat, che sentenziò: "A causa di un difetto psicologico, avete il dieci per cento di possibilità di portare a completamento la gravidanza e uno scarso cinque per cento di sopravvivere alla nascita". Alcune settimane più tardi, dopo quattro mesi di gestazione, venne dato alla luce un bambino nato morto. Nell’agosto 1963, venne annunciata una nuova gravidanza, seguita da un ulteriore aborto. Recatosi nuovamente in Vaticano, Fabiola e Baldovino chiesero al Pontefice Paolo VI di benedire la quarta gravidanza. Nello stesso anno, la regina Fabiola si recò in pellegrinaggio ad Assisi, arrivando sulle sue ginocchia alla Basilica di San Francesco. Tuttavia, a luglio, il bambino le morì nel ventre: per poco anche lei stava per rimetterci la vita. Nemmeno un pellegrinaggio a Lourdes, nei primi mesi del 1968, valse a salvare il quinto nascituro, che morì prima di venire alla luce nel mese di marzo. Dopo un’ulteriore operazione, i monarchi si rassegnarono al fatto che non avrebbero mai potuto aver figli. Al riguardo, dichiarò: "Sapete, io stessa ho perso cinque bambini. S’impara qualcosa da quell’esperienza. Ho avuto problemi con tutte le mie gravidanze, ma alla fine penso che la vita sia bella. " .

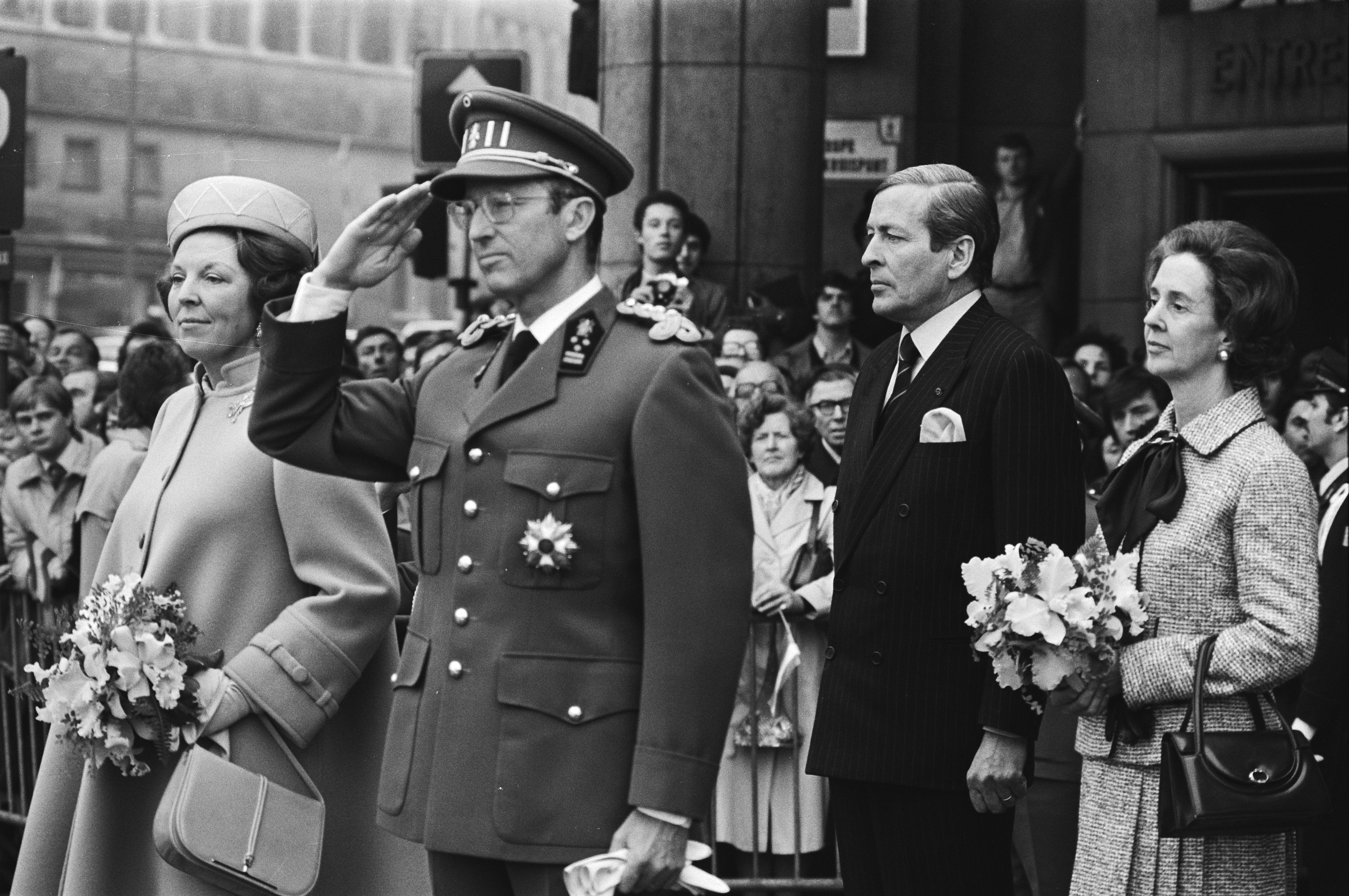
La visita di Beatrice d'Olanda.

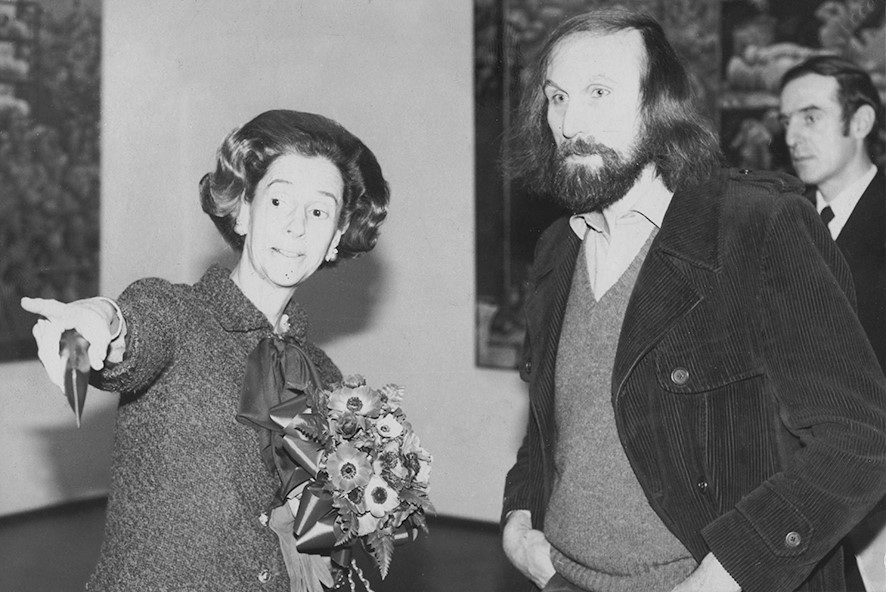
La Regina Fabiola ad un evento culturale nel 1979.

Per quanto riguarda il mondo culturale, la regina Fabiola concesse il suo patronato alla Giornata mondiale della Poesia per l'Infanzia e al Salone degli Acquerelli del Belgio. Essa assunse, nel 1965, il ruolo di Presidentessa d'Onore del Concorso Internazionale Regina Elisabetta, il prestigioso concorso musicale istituito dalla regina Elisabetta, deceduta in quell'anno. Nel 1976 la regina Fabiola fu il secondo membro della Famiglia Reale ad essere nominato membro d'onore dell'Accademia reale di Medicina del Belgio . Nel settembre 1993, accettò la presidenza della Fondazione Re Baldovino, istituita per desiderio del re nel 1976 per celebrare il 25° anniversario del suo regno. La Fondazione mira a migliorare le condizioni di vita della popolazione. Istituì un Segretariato Sociale della Regina presso il Palazzo reale, con il compito di rispondere alle numerose richieste di aiuto. Incoraggiò varie associazioni di beneficenza mediche e sociali che lavoravano con i bambini e attraverso il Fondo Regina Fabiola per la Salute Mentale, sostiene azioni per aiutare le persone con problemi mentali e gli handicappati mentali. L'ente benefico a.s.b.l. Les Oeuvres de la Reine Fabiola le consentì di sostenere vari progetti socialmente utili che servirono da esempio e ad aiutare le persone in difficoltà. Negli ultimi anni, la regina Fabiola ha sostenuto programmi di studio volti alla prevenzione e al trattamento della dislessia tra i bambini piccoli. Ciò è stato fatto in stretta collaborazione con la direzione dell'istruzione primaria, sia fiamminga che francofona. 

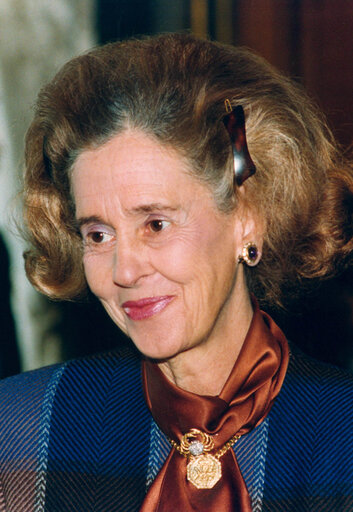
Fabiola del Belgio nel 1992.

Nel 1990, quando Baldovino si vide costretto ad autosospendersi dalle sue funzioni di sovrano, seppure per un giorno, per non mettere la propria firma alla legge che legalizzava l’aborto in Belgio, molti videro in quella sua azione un suggerimento della consorte .

### Vedovanza

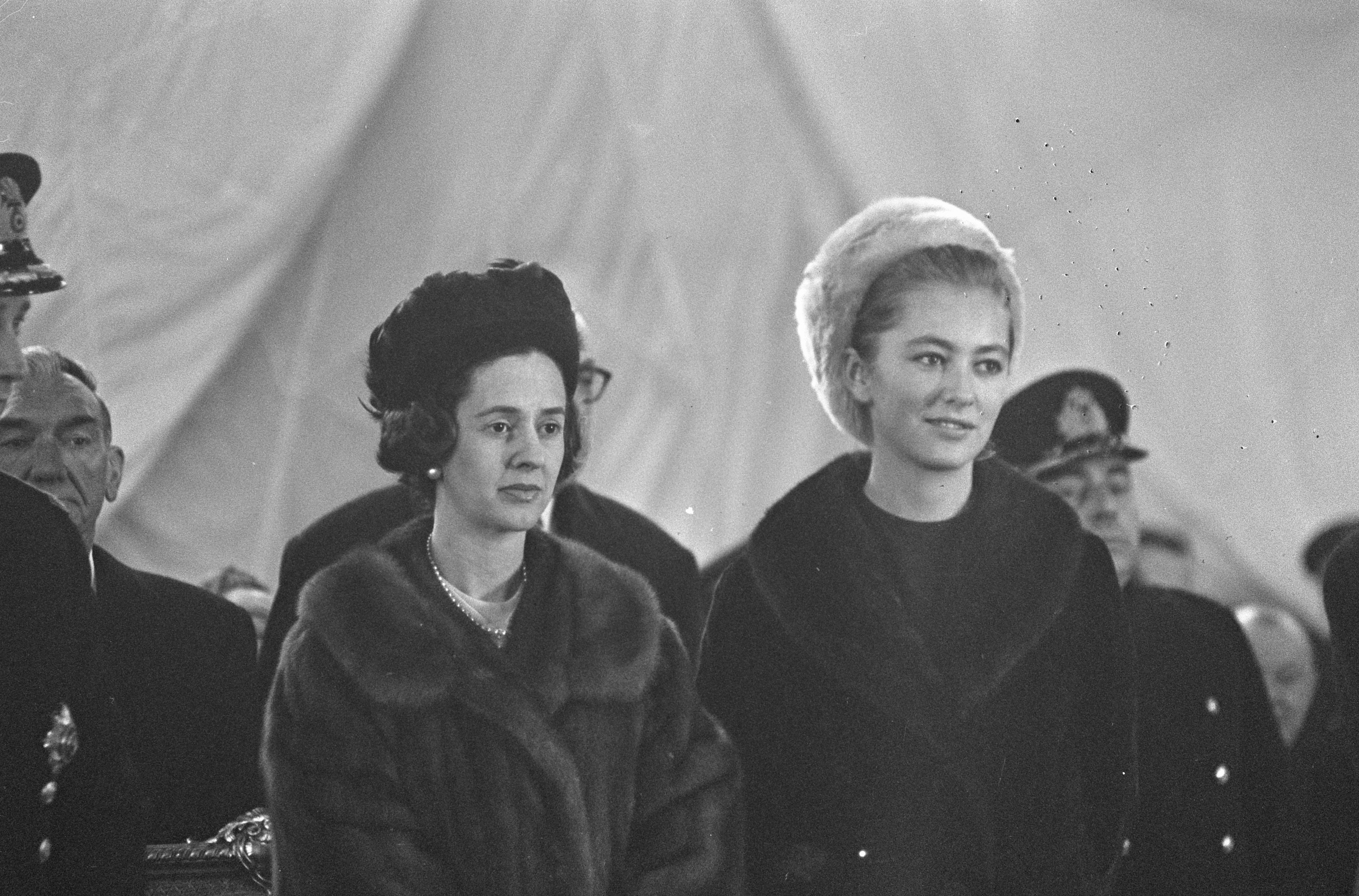
Le due regine Fabiola e Paola dei Belgi assieme nel 1964

Il 31 luglio del 1993, il re Baldovino morì d’infarto mentre era assieme alla moglie in vacanza a Motril, in Spagna. Una volta riportata la salma in Belgio, si celebrarono le esequie a cui la Regina si presentò indossando un abito bianco: essendo Regina del Belgio, Fabiola aveva il "privilegio del bianco", che prevedeva che le sovrane cattoliche potessero vestire bianco in udienza al Papa, ma probabilmente per lei era anche un segno della sua fede nella Risurrezione. Dopo la morte del marito, diminuì le sue occasioni di apparire in pubblico, per non danneggiare la nuova Regina belga, sua cognata Paola Ruffo di Calabria. Fabiola conservò il titolo di Sua Maestà, la Regina Fabiola del Belgio. Trasferitasi nel 1998, dal Castello di Laeken dove viveva con Baldovino, nel castello del Stuyvenberg, si dedicò a viaggiare per promuovere le sue iniziative in favore delle donne del Terzo Mondo. In Spagna era ancora molto amata, ma non da tutti: nel 2009 venne minacciata di morte da uno squilibrato, che precisava, nelle sue lettere anonime, che l’avrebbe uccisa durante le cerimonie pubbliche per il 21 luglio, giorno della festa dell'Indipendenza, con una balestra. Per questo motivo, le venne suggerito d’indossare un giubbotto antiproiettile, ma la sua esile costituzione fisica e l’età avanzata non glielo consentirono. In segno di sfida verso l’anonimo attentatore, si presentò sul palco della cerimonia con in mano una mela, allusione alla celebre leggenda di Guglielmo Tell. Alcuni mesi prima, il 16 gennaio, era stata ricoverata in ospedale per una polmonite, in gravi condizioni. Quindici giorni dopo, venne dimessa e nel mese di maggio riprese le sue funzioni pubbliche. 

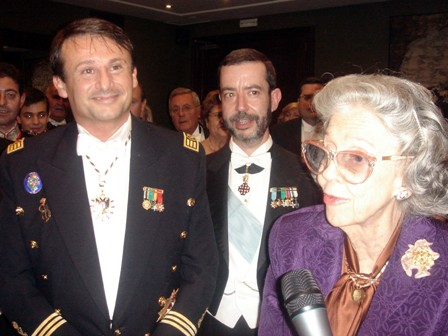
La Regina Fabiola nel 2007

Le sue ultime apparizioni sono state nell’ottobre 2012, in occasione del matrimonio di suo nipote, il Granduca ereditario del Lussemburgo, ormai era in sedia a rotelle e aveva difficoltà respiratorie .
Il 6 dicembre 2014 un comunicato della Casa Reale rendeva nota la notizia della sua morte, avvenuta presso il castello del Stuyvenberg, a Bruxelles. Tra i messaggi di condoglianze pervenuti da tutto il mondo, quello di Papa Francesco, in cui diceva: "Avendo appreso con pena del decesso di Sua Maestà, la Regina Fabiola, tengo a esprimere a Voi, e a tutta la famiglia reale, al governo e al popolo belga, le mie più sincere condoglianze. Prego con fervore il Signore perché accolga la sua serva fedele nel Suo regno di luce e di pace, e perché assicuri a tutti coloro che sono colpiti dalla sua morte il conforto della speranza".

### Malattia e morte
La regina Fabiola fu ricoverata in ospedale per 15 giorni a causa della polmonite a partire dal 16 gennaio 2009, le sue condizioni furono descritte come "gravi". Successivamente si riprese e iniziò a partecipare alle funzioni pubbliche il maggio successivo. La regina Fabiola era in cattiva salute da anni, soffriva di osteoporosi e non si era mai completamente ripresa da un'infiammazione polmonare che aveva avuto nel 2009. La sera del 5 dicembre 2014, è stata data notizia della morte della regina.

#### Funerale

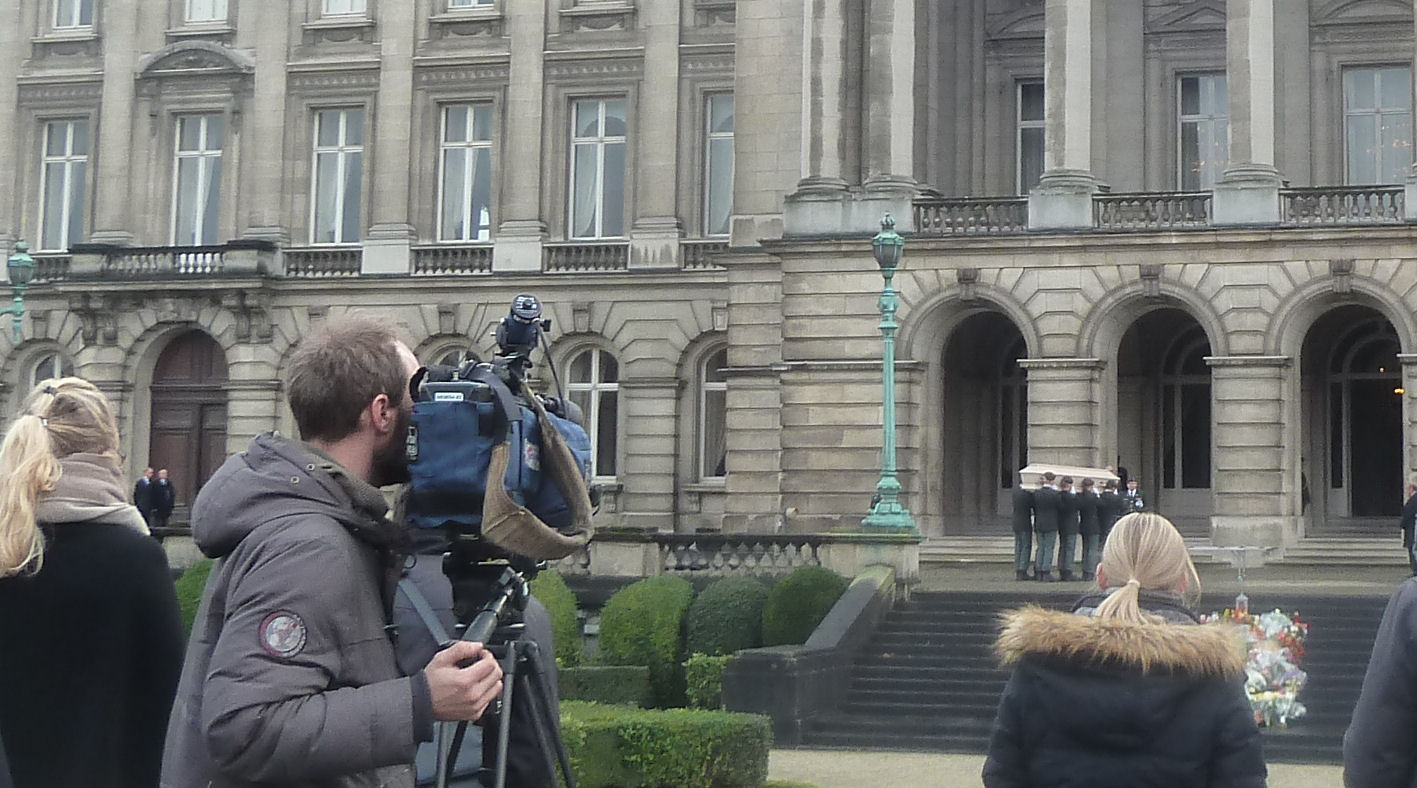
La bara reale in arrivo a Palazzo Reale

Il governo federale ha dichiarò un periodo di lutto nazionale da sabato 6 dicembre a venerdì 12 dicembre, giorno in cui si sono svolti i funerali della regina Fabiola nella concattedrale di San Michele e Santa Gudula a Bruxelles.
La famiglia reale, i membri del governo e il Lord Speaker hanno ricevuto la bara al Palazzo Reale il 10 dicembre, il feretro è stato posto nella grande anticamera, decorata con fiori e accompagnata da una guardia d'onore di generali e da membri della casa reale militare del re. Il cardinale Godfried Danneels, arcivescovo metropolita emerito di Mechelen-Bruxelles, ha celebrato il requiem.
Membri di diverse famiglie reali di tutto il mondo, tra cui il granduca di Lussemburgo, l'imperatrice del Giappone, la regina di Danimarca, il re e la regina di Svezia, il re di Norvegia accompagnato da sua sorella, la principessa Astrid, l'ex re Juan Carlos e la regina Sofia di Spagna, l'ex regina Beatrice dei Paesi Bassi, il principe sovrano del Liechtenstein, l'ex imperatrice Farah dell'Iran e la principessa Sirindhorn di Thailandia, hanno partecipato al funerale. Nessun membro della famiglia reale britannica o della famiglia principesca monegasca ha partecipato al funerale, suscitando critiche da parte della stampa belga e internazionale.
La Regina è stata tumulata accanto al marito Baldovino del Belgio presso la Cripta Reale, nella Chiesa di Nostra Signora di Laeken..

## Critiche
Fabiola è stata criticata per la sua vicinanza al rinnovamento carismatico, spesso erroneamente confuso con l'Opus Dei, come anche per i suoi contatti con la dittatura franchista. Gli archivi permettono anche di comprendere la vicinanza che esisteva tra re Baldovino e il Caudillo: « Le lettere cominciavano con "Caro Generale" e terminavano con "Il vostro affezionatissimo Baldovino" ».

## Stemmi e stendardo

Stendardo reale della Regina Fabiola
Stemma di Fabiola, regina dei Belgi
Stemma di Fabiola, dama dell'Ordine di Isabella la Cattolica
Monogramma di Fabiola del Belgio
Monogramma duale dei sovrani Fabiola e Baldovino del Belgio

## Titoli e trattamento
- 11 giugno 1928 – 15 dicembre 1960: Doña Fabiola de Mora y Aragón
- 15 dicembre 1960 – 31 luglio 1993: Sua Maestà, la Regina dei Belgi
- 31 luglio 1993 – 5 dicembre 2014: Sua Maestà, la regina Fabiola del Belgio